# Jamie Wednesday
Jamie Wednesday war eine britische Indie-Pop-Band, die 1984 in Streatham, Süd-London gegründet wurde. Die Gruppe veröffentlichte zwischen 1985 und 1986 acht Songs auf zwei Schallplatten. Zunächst nannte sich die Gruppe The Ballpoints, dann Peter Pan's Playground, bis sie später den Namen Jamie Wednesday wählte. Der Musikstil der Gruppe wird auch als Jangle-Pop bezeichnet.
Die Band hatte folgende Mitglieder:
- James Morrison – Akustische Gitarre, Lead Vocal
- Fruitbat (Leslie Carter) – E-Bass, Backing Vocal
- Dean Leggett – Schlagzeug und Perkussion
- Lindsey Lowe – Trompete
- Simon Henry – Saxophon

Jamie Wednesday nahm zwei EPs auf und war mit auf zwei Stücken auf einer Kompilation des Labels Pink Label vertreten, aber die Verkaufszahlen waren nie gut und die Band blieb praktisch unbekannt.
Ein Artikel von David Quantick im New Musical Express über Jamie Wednesday war Inspiration für den Namen der Band Pop Will Eat Itself, da in diesem Artikel angemerkt wurde, dass die Popmusik ihre Ideen stets wiederverwerte und dass schlussendlich der „Pop sich selbst auffräße“ (pop will eat itself).
Jamie Wednesday löste sich 1987 direkt vor einem geplanten Auftritt, in dem die Band als Opener spielen sollte, auf. Nur James Morrison und Leslie Carter traten auf, unterstützt von einem Drumcomputer. Aus dieser Konstellation entstand Carter USM. Morrison nannte sich  Jim Bob und Carter Fruitbat. Der Schlagzeuger Leggett schloss sich der Band BOB an.

## Diskographie
- "Vote For Love" (12" EP, 1985, Pink) (U.K. Independent Charts No. 46)[4]
- "We Three Kings Of Orient Aren't" (12" EP, 1986, Pink)

Die Band steuerte auch die Titel  We Three Kings of Orient Aren't  und Buttons and Bows zur Pink Label-Kompilation Beauty bei.